# Opština Rankovce
Opština Rankovce – je jednou ze 6 opštin Severovýchodního regionu a také současně jednou z 80 opštin v Severní Makedonii. Rozkládá se téměř na východě regionu. Rozloha je 240,7 km². Správním centrem opštiny je vesnice Rankovce.

## Popis
Opština je venkovského typu a tvoří ji celkem 18 vesnic, jimiž jsou:
| Jméno     | Makedonsky |  | Jméno       | Makedonsky  |  | Jméno     | Makedonsky |
| --------- | ---------- |  | ----------- | ----------- |  | --------- | ---------- |
| Baratlija | Баратлија  |  | Krivi kamen | Криви Камен |  | P'klište  | П'клиште   |
| Vetunica  | Ветуница   |  | Ljubinci    | Љубинци     |  | Petralica | Петралица  |
| Vržogrnci | Вржогрнци  |  | Milutince   | Милутинце   |  | Psača     | Псача      |
| German    | Герман     |  | Odreno      | Одрено      |  | Radibuš   | Радибуш    |
| Ginovci   | Гиновци    |  | Opila       | Опила       |  | Rankovce  | Ранковце   |
| Gulinci   | Гулинци    |  | Otošnica    | Oтошница    |  | Stanča    | Станча     |

Sousedními opštinami jsou:
Kriva Palanka na východě, Kratovo na jihu a Staro Nagoričane na západě. Na severu pak hraničí se srbskou opštinou Trgoviště.

## Poloha
Území opštiny se rozkládá především v kotlině, nazývané Slaviško Pole nebo také Slaviště, s nadmořskou výškou okolo 500 m. Údolím protéká řeka Kriva Reka. Do jihovýchodní části opštiny zasahuje pohoří Osogovska planina. Jsou tu rozsáhlé lesy a nadmořská výška dosahuje téměř 1500 m. Na sever z údolí se pak zvolna stoupá do pohoří Kozjak a German, do nadmořské výšky okolo 1350 m.

## Doprava
Jižní částí opštiny prochází od západu k východu hlavní silnice s označením A2/E 871. Město Kumanovo leží západním směrem a je vzdáleno zhruba 38 km. Východním směrem, ve vzdálenosti cca 21 km je město Kriva Palanka a zhruba 36 km je hraniční přechod do Bulharska.
Ve vesnici Rankovce (470 m n. m.) odbočuje z hlavní silnice směrem k severu regionální silnice R2248. Ta končí v horách ve vesnici German, na rozhraní pohoří Kozjak a German ve výši zhruba 1350 m n. m.

## Demografie
Podle posledního sčítání lidu z roku 2021 žije v opštině 3 465 obyvatel. Etnickými skupinami jsou:
- Makedonci = 3 055 (88,17 %)
- Romové = 143 (4,13%)
- Srbové = 14 (0,4 %)
- ostatní a neuvedené = 253 (7,3 %)